# Franz Welser-Möst

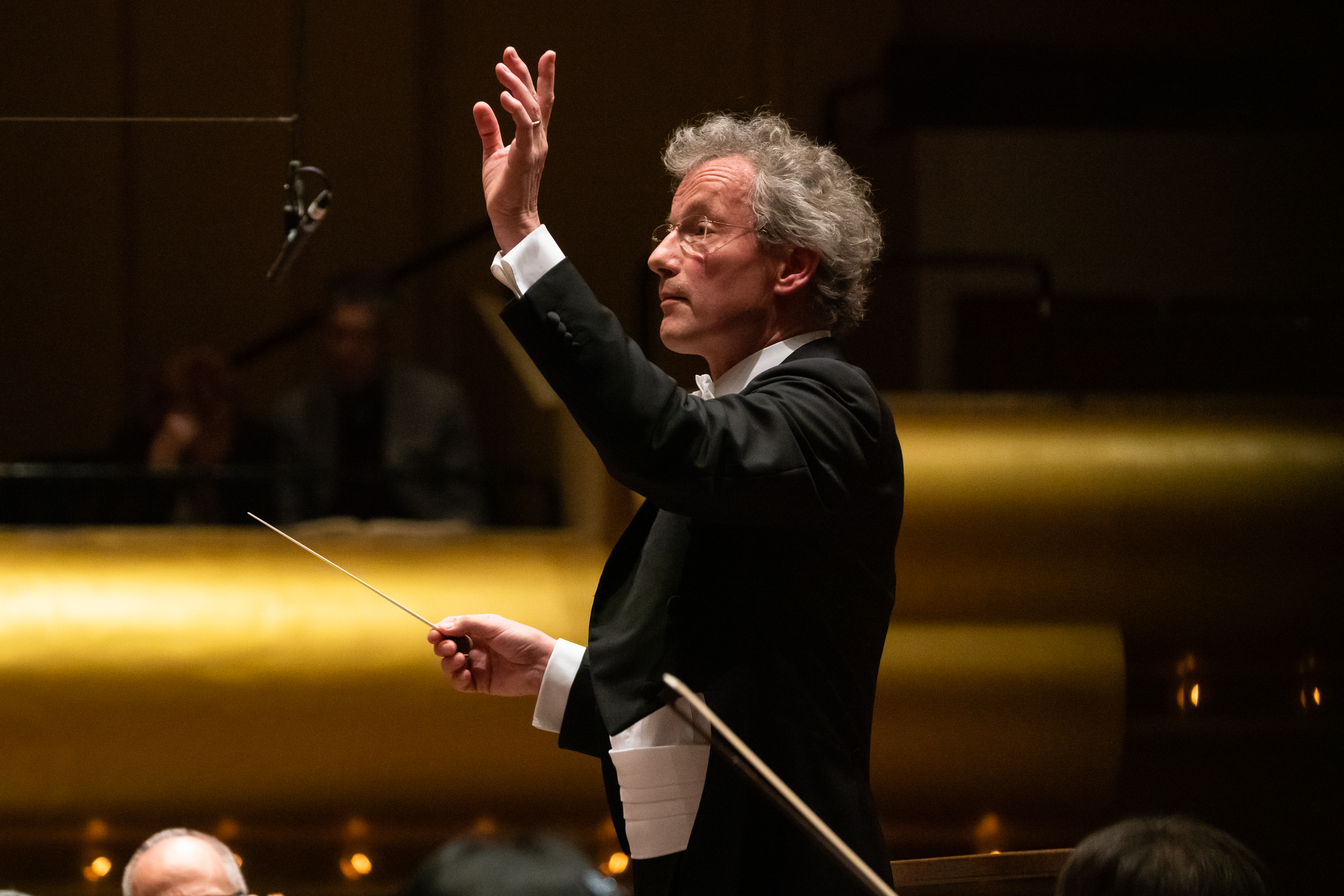
Franz Welser-Möst, 2020

Franz Welser-Möst (eigentl. Franz Leopold Maria Möst; * 16. August 1960 in Linz) ist ein österreichischer Dirigent.

## Leben und Werk
Welser-Möst wurde als viertes Kind des Arztes Franz Möst und seiner Frau, der Politikerin Maria Elisabeth (Marilies) Möst, geb. Wetzelsberger, in Linz in Oberösterreich geboren. Die Familie war sehr musikalisch. Er besuchte den 1. Jahrgang des Musikgymnasium Linz. Dort wurde Balduin Sulzer auf sein Talent aufmerksam und zu seinem wichtigsten Lehrer und Förderer. Möst studierte Komposition und Geige. Verletzungen durch einen schweren Autounfall 1978 beendeten jedoch seine Pläne, eine Karriere als Geiger anzustreben. Er widmete sich fortan ganz dem Dirigieren und studierte 1980 bis 1984 in München. Von 1982 bis 1985 war er zugleich Leiter des Österreichischen Jugendorchesters. Auf den Vorschlag seines Mentors Andreas von Bennigsen (1941–2000) nahm Möst im Jahr 1984 oder 1985 den Künstlernamen Welser-Möst an, als Hommage an die Stadt Wels, in der er aufgewachsen war. Im Jahre 1986 wurde er von Bennigsen adoptiert; 1992 trennte er sich von Bennigsen und heiratete dessen ehemalige Ehefrau Angelika.

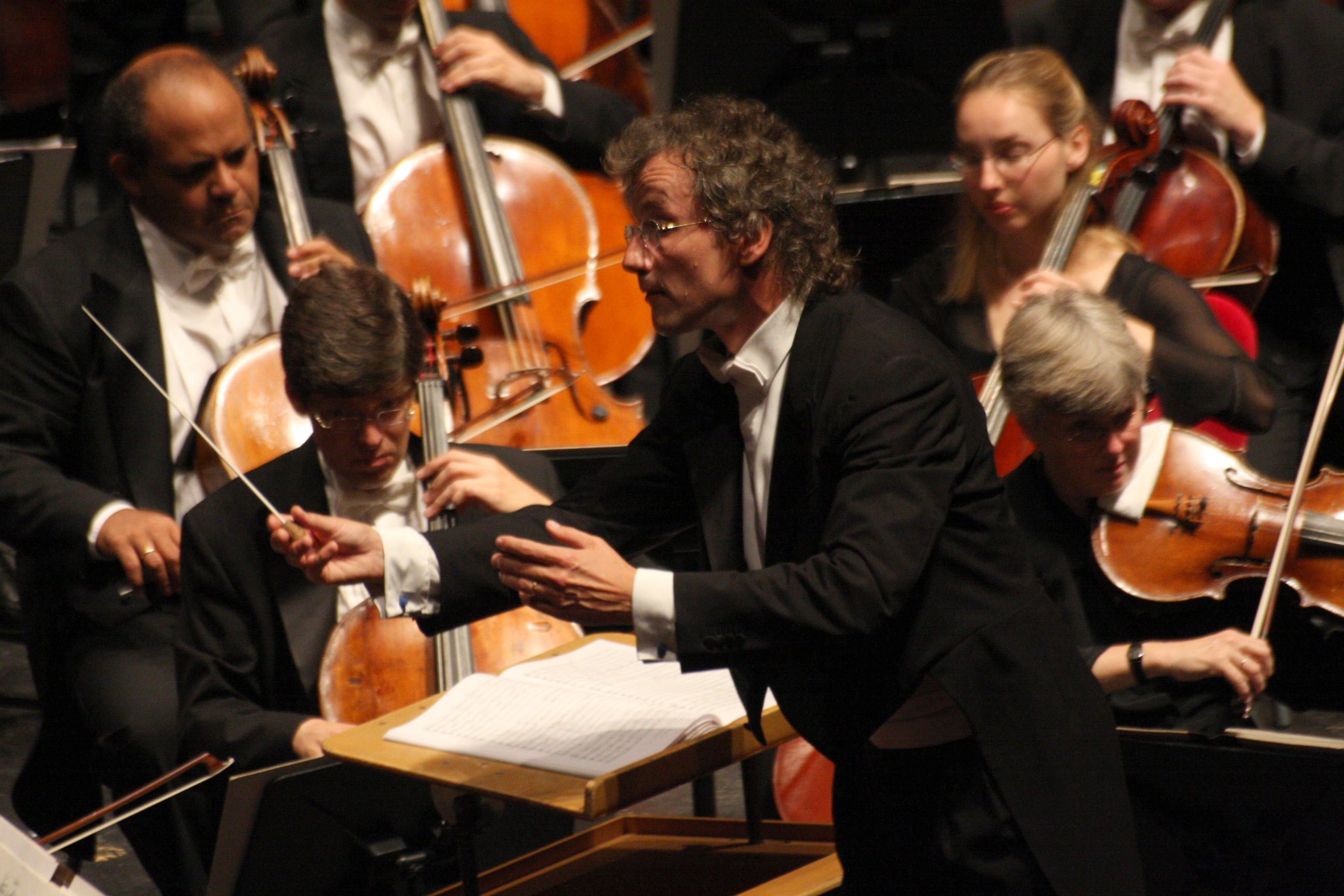
Franz Welser-Möst und das Cleveland Orchestra, 2008

Erste Verpflichtungen als Dirigent eines professionellen Orchesters führten ihn zum Stadtorchester Winterthur und nach Lausanne in die Schweiz sowie nach Norrköping in Schweden. 1986 erregte er bei einem Konzert mit dem London Philharmonic Orchestra internationales Aufsehen und leitete dieses Orchester dann von 1990 bis 1996, allerdings unter entschiedener Opposition der lokalen Presse und mit unerfreulichem Ende. In England bekam er auch den Spitznamen „Frankly Worse than Most“. Von 1995 bis 2002 war er Musikdirektor des Opernhauses Zürich, wo er von September 2005 bis Sommer 2008 auch als Generalmusikdirektor (GMD) verpflichtet war. Seit 2002 ist er Chefdirigent des Cleveland Orchestra. Sein Vertrag läuft dort bis 2027.
Darüber hinaus gastierte Welser-Möst an der Wiener Staatsoper, der Deutschen Oper Berlin (wo deren Intendant Götz Friedrich ihn als GMD verpflichten wollte), beim Glyndebourne Festival und 2004 erstmals bei den Salzburger Festspielen, wo er 2008 am Pult des Cleveland Orchestra mit Antonín Dvořáks Rusalka einen durchschlagenden Erfolg feierte. Zuvor hatten die Wiener Philharmoniker gegen die Einladung eines amerikanischen Orchesters für eine Oper aus dem altösterreichischen Raum Protest eingelegt.
Am 6. Juni 2007 wurde er von der österreichischen Kulturministerin Claudia Schmied zum Generalmusikdirektor der Wiener Staatsoper ab 2010 bestellt. Er sollte das Haus gemeinsam mit dem Franzosen Dominique Meyer als Direktor leiten. Welser-Möst dirigierte im Herbst 2010 die erste Premiere der neuen Ära, sie galt Paul Hindemiths Oper Cardillac. Außerdem übernahm er drei weitere Premieren in dieser Spielzeit: Figaro und Don Giovanni von Mozart sowie Káťa Kabanová als Beginn eines auf mehrere Jahre angelegten Janáček-Zyklus. Im März 2010 war Welser-Möst wesentlich am Zustandekommen des Orchesterkollektivvertrags der Wiener Staatsoper beteiligt: In der Nacht vor der Spielplanpressekonferenz erwirkte er bei der Republik mit einer Rücktrittsdrohung die seit Jahren versprochene Erhöhung der Orchesterbezüge.
Zu Neujahr 2011 dirigierte Welser-Möst zum ersten Mal das Neujahrskonzert der Wiener Philharmoniker.
Im Januar 2012 teilte Ministerin Claudia Schmied mit, dass sowohl der Vertrag von Welser-Möst (bis 2018) als auch jener von Meyer (bis 2020) verlängert worden sei. Am 5. September 2014 erklärte Welser-Möst seinen sofortigen Rücktritt als GMD der Wiener Staatsoper: die „seit längerer Zeit bestehenden Auffassungsunterschiede in künstlerischen Belangen waren auch in mehreren Gesprächen nicht aufzulösen“. Gemeint war die Kooperation mit dem Direktor des Hauses, Meyer.
Die Wiener Philharmoniker übertrugen ihm auch die Leitung der Neujahrskonzerte 2013 und 2023.
Bei den Salzburger Festspielen leitete er 2015 Fidelio und den Rosenkavalier, 2016 Die Liebe der Danae und 2017 Aribert Reimanns Lear. Am Teatro alla Scala übernahm Franz Welser-Möst 2016 das Dirigat von Le nozze di Figaro.
In der Saison 2017/18 dirigierte er u. a. die Staatskapelle Dresden, das Symphonieorchester des Bayerischen Rundfunks und das Königliche Concertgebouw-Orchester. Bei den Salzburger Festspielen 2018 übernahm er die Musikalische Leitung im Musikdrama Salome von Richard Strauss aus dem Jahre 1905.
Anlässlich seines 60. Geburtstages erschien 2020 sein autobiografisches Buch Als ich die Stille fand: Ein Plädoyer gegen den Lärm der Welt.
Franz Welser-Möst lebt am Attersee.
Am 8. September 2023 wurde auf seiner Website der Grund für die Absage von Konzerten und Dirigaten etwa bei den Salzburger Festspielen bekanntgegeben: Welser-Möst hat sich einen „krebsartigen Tumor“ entfernen lassen müssen. Die Folgenbehandlungen werden sich über einen Zeitraum von 12–16 Monaten erstrecken, Ärzte prognostizieren die Chance auf völlige Gesundung als „sehr gut“. Für eine erste Behandlungsphase muss Möst alle Engagements von Ende Oktober bis Jahresende 2023 absagen. Im Januar 2024 erklärte Franz Welser-Möst, dass er seinen bis 2027 laufenden Vertrag beim Cleveland Orchestra nicht verlängern werde.

## Sonstiges

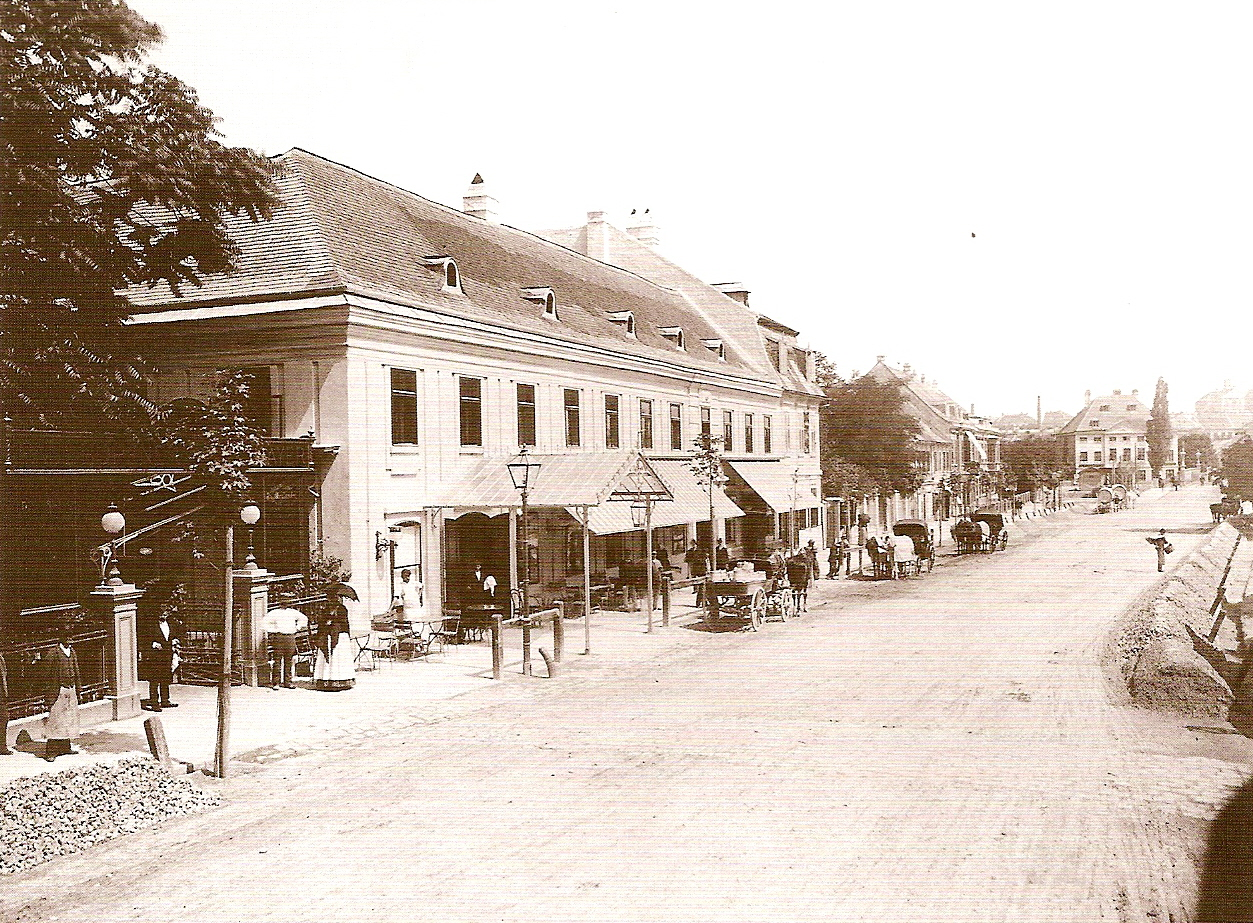
Das alte Casino Dommayer (1889) – heute steht an dieser Stelle das Parkhotel Schönbrunn.

- Welser-Mösts Urgroßmutter Aloisia Wild war eine geborene Dommayer aus jener Familie, die das Casino Dommayer in der Wiener Hietzinger Hauptstraße 10–14, das Vorgängerlokal des heutigen Café Dommayer, betrieb. Im Dommayer fanden viele Uraufführungen der Werke der Komponisten Johann Strauss Vater, Joseph Lanner und Johann Strauss Sohn statt.[13]
- Aloisia Dommayers Mutter (Welser-Mösts Ururgroßmutter) war Katharina Scherzer, die Tochter des Wirtes und Betreibers des damals sehr bekannten Tanzlokals Zum Sperl[13] in der Wiener Leopoldstadt. (Dem Lokal widmete Johann Strauß Vater den Sperls Festwalzer, die Sperl-Polka und den Sperl-Galopp.[14] Von Joseph Lanner stammt der „Landler“ Willkommen zum Sperl.[15])
- Welser-Mösts Großmutter väterlicherseits war aus der Familie Wild, die am Neuen Markt in der Wiener Inneren Stadt den berühmt gewordenen Delikatessenhandel Gebrüder Wild betrieb.[13]
- Der Autounfall, durch den Welser-Möst gezwungen wurde, auf eine Karriere als Geiger zu verzichten, ereignete sich am 19. November 1978 gegen 15 Uhr und damit auf die Stunde genau 150 Jahre nach dem Tod Franz Schuberts. Mit diesem Umstand erklärt Welser-Möst seine Vorliebe für Schubert.[16]

## Auszeichnungen
- einen der Gramophone Awards
- Japanese Record Academy Award
- 3 Grammy-Nominierungen[17]
- Outstanding Achievement Award des Western Law Center in Los Angeles 1995 für seinen Einsatz für das Institut Hartheim[18]
- Wolfgang-Amadeus-Mozart-Preis der Goethe-Stiftung Basel 1999
- Ehrendoktorwürde der Case Western Reserve University, Cleveland 2003
- Conductor of the Year 2003
- Honorarprofessor an der Anton Bruckner Privatuniversität Linz
- Goldener Mozart-Ring der Mozartgemeinde Wien[19]
- 2012: Österreichisches Ehrenkreuz für Wissenschaft und Kunst I. Klasse
- 2017: Pro-Arte-Europapreis des Herbert-Batliner-Europainstituts[20]
- 2019: Goldmedaille des Kennedy Center International Committee on the Arts[21]
- 2020: Mostdipf-Preis, OÖ. Nachrichten[22][23]
- 2020: Salzburger Festspielnadel in Rubin
- 2020: Ehrenzeichen des Landes Salzburg – an seinem 60. Geburtstag[24]
- 2021: Österreichischer Musiktheaterpreis in der Kategorie Beste musikalische Leitung für Elektra bei den Salzburger Festspielen[25][26]
- 2024: Ehrenmitgliedschaft der Wiener Philharmoniker[27]

## Publikationen
- Als ich die Stille fand: Ein Plädoyer gegen den Lärm der Welt, notiert von Axel Brüggemann, Brandstätter, Wien 2020, ISBN 978-3-7106-0454-6